# Abd al-Aziz ibn Xaddad
Abu-Muhàmmad Abd-al-Aziz ibn Xaddad ibn Tamim ibn al-Muïzz ibn Badis, més conegut simplement com a Ibn Xaddad, fou un historiador d'origen zírida. Va morir després del 1186, en una data desconeguda.
Va escriure una història dels zírides que s'ha perdut i que fou utilitzada com una de les referències per Ibn Khaldun.